# Liste von Brücken in Hamburg/L

## L
| Foto | Name, Kurzbeschreibung | Nutzung | (Erst)Bau           | Stadtteil, Lage                                                                 |
| ---- | --- | ------- | ------------------- | ------------------------------------------------------------------------------- |
|      | Ladenbeker-Furtweg-Brücke (L330) Mit dieser Brücke überquert die gleichnamige Straße östlich der Boberger Niederung die Bille. | Straße  |                     | Lohbrügge (53° 29′ 51″ N, 10° 10′ 53″ O)                                        |
|      | Landscheidewegbrücke Der Ochsenwerder Landscheideweg überquert mit der Landscheidewegbrücke den Ochsenwerder Schöpfwerksgraben in den Vierlanden. Die Brücke hat die Brückennummer 146. | Straße  |                     | Ochsenwerder (53° 28′ 2″ N, 10° 5′ 3″ O)                                        |
|      | Langenhorner-Markt-Brücke Mit dieser Brücke quert die Tangstedter Landstraße die U-Bahn-Gleise bei der Haltestelle Langenhorn-Markt. Die Brücke wurde im Sommer 2015 instand gesetzt und erhielt einen neuen Fahrbahnbelag, der dem Entstehen von Spurrinnen vorbeugt.                             | Straße  | Instandsetzung 2015 | Langenhorn (53° 38′ 58″ N, 10° 1′ 2″ O)                                         |
|      | Langenzugbrücke Bogenbrücke zwischen dem Langen Zug und der Außenalster. Über den Säulen befinden sich Balkone mit z. T. verziertem Brückengeländer. Unterhalb des jeweils – je nach Blickrichtung – rechten Balkons befinden sich geflieste, leere Nischen. Die Brücke steht unter Denkmalschutz. | Straße  | 1864                | Winterhude, Uhlenhorst (53° 34′ 39″ N, 10° 0′ 36″ O)                            |
|      | Langwischbrücke Eine Alsterbrücke für Fußgänger und Fahrradfahrer. | Fußweg  | 1914                | Wellingsbüttel, Poppenbüttel (53° 38′ 30″ N, 10° 4′ 1″ O)                       |
|      | Legienbrücke Mit der Legienbrücke quert die Legienstraße die Gleise südöstlich der gleichnamigen U-Bahn-Station. | Straße  |                     | Horn, Billstedt (53° 32′ 47″ N, 10° 5′ 53″ O)                                   |
|      | Leichterkanalbrücke Eine ehemalige Brücke, im Zuge der Verfüllung des Leichterkanals 2001–2004 abgerissen und durch einen einfachen Straßen- bzw. Bahnstreckenabschnitt ersetzt worden. |         |                     | Steinwerder (53° 31′ 37″ N, 9° 58′ 4″ O)                                        |
|      | Leinpfadbrücke Die Leinpfadbrücke führt die gleichnamige Straße über den Leinpfadkanal. Die Brücke steht unter Denkmalschutz. | Straße  |                     | Winterhude (53° 35′ 34″ N, 9° 59′ 41″ O)                                        |
|      | León-Brücke (L397) Die Leon-Brücke quert den Brooktorhafen zwischen dem Dar-es-Salaam-Platz und dem Maritimen Museum. | Fußweg  |                     | HafenCity (53° 32′ 37″ N, 9° 59′ 58″ O)                                         |
|      | Liebigbrücke Mit dieser Brücke quert die Liebigstraße den Tiefstackkanal südlich der Bille. Die Brücke steht unter Denkmalschutz. | Straße  | 1914–16             | Billbrook, Rothenburgsort (53° 32′ 10″ N, 10° 4′ 24″ O)                         |
|      | Litzowstraßenbrücke Über diese Straßenbrücke quert die Litzowstraße in der Nähe des Hamburger Staatsarchivs die Wandse. | Straße  |                     | Wandsbek (53° 34′ 34″ N, 10° 4′ 5″ O)                                           |
|      | Lokstedter Brücke über die Tarpenbek | Straße  |                     | Groß Borstel (53° 36′ 19″ N, 9° 58′ 0″ O)                                       |
|      | Lombardsbrücke (L243) Diese Eisenbahn- und Straßenbrücke führt über die Alster. | Straße  |                     | Hamburg-Altstadt, Neustadt, St. Georg, Rotherbaum (53° 33′ 25″ N, 9° 59′ 50″ O) |
|      | Lotsebrücke führt im Verlauf der Konsul-Ritter-Straße über den Ziegelwiesenkanal | Straße  |                     | Harburg, Heimfeld (53° 28′ 5″ N, 9° 58′ 55″ O)                                  |